# Платан-динозавр

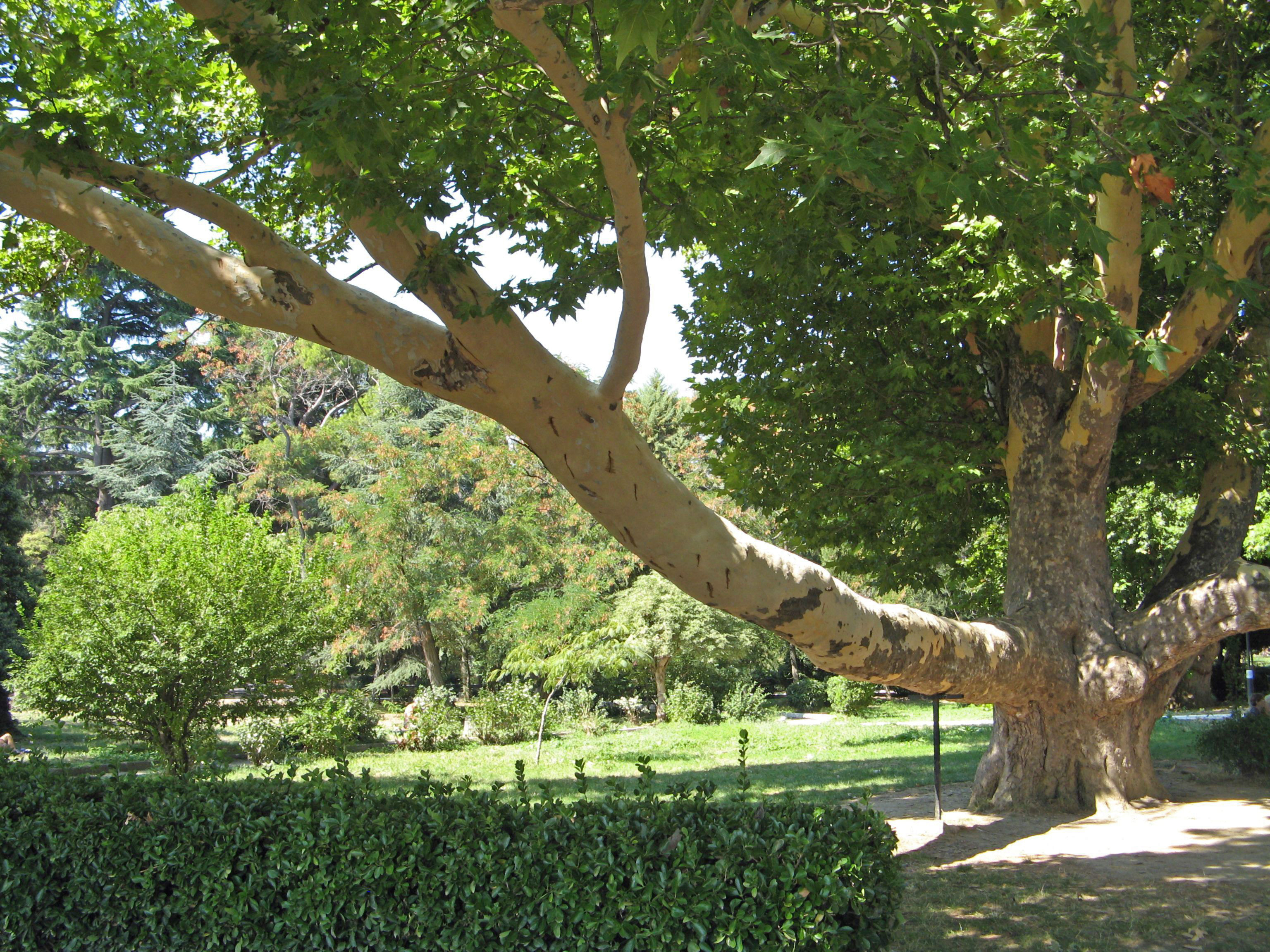

Платан-динозавр. Обхват 6,40 м, висота 25 м, вік 200 років. Назву «динозавр» отримав за довгу горизонтальну гілку, довжиною 10 м і обхватом 1 м, схожу на хвіст динозавра в натуральну величину. Ця унікальна гілка вся пописана туристами, в неї вбиті кришки від пивних пляшок. Платан росте в Алушті, Крим, у парку Алуштинського центру дитячої творчості, прямо біля будівлі Центру (колишня вілла купця Н. Д. Стахеєва). Дерево необхідно захистити. У 2011 р. за ініціативи Київського еколого-культурного центру отримав статус ботанічної пам'ятки природи.

## Ресурси Інтернету
- Фотогалерея самых старых и выдающихся деревьев Украины

## Виноски
1. 1 2   Шнайдер С. Л., Борейко В. Е., Стеценко Н. Ф. 500 выдающихся деревьев Украины. — К.: КЭКЦ, 2011. — 203 с.